# Francesco Sforza (1495–1535)
Francesco Sforza (Francesco Maria Sforza) (Milánó, 1495. február 4. – Vigevano, 1535. október 24.) a Sforza-házból való herceg, Ludovico il Moro herceg második fia, a Milánói Hercegség utolsó szuverén uralkodója, 1521–1524 és 1525–1535 között uralkodott II. Francesco Sforza néven. Utód nélkül halt meg, vele kihalt a Sforza-ház hercegi ága, a Milánói Hercegséget a V. Károly német-római császár a Spanyol Királysághoz csatolta.

## Élete

### Származása, családja
Francesco Sforza 1495. február 4-én született Milánóban, a Milánói Hercegség fővárosában. Édesapja Ludovico Sforza (1452–1508) volt, I. Francesco Sforza herceg és Bianca Maria Visconti hercegnő ötödik fia, a Milánói Hercegség régense. Édesanyja Beatrice d’Este hercegnő (1475–1497) volt, Estei Herkules (Ercole) modenai–ferrarai herceg (1431–1505) és Aragóniai Eleonóra nápolyi hercegnő (1450–1493) leánya.
Szülei házasságából két fiúgyermek született:
- Massimiliano (1493–1530), Pavia grófja, 1512–1515 között Milánó uralkodó hercege,[1]
- Francesco (1495–1535), Milánó utolsó Sforza-házi hercege 1521–1524 között és 1530-tól haláláig

Több féltestvére is volt, apjának házasság előtti vagy házasságon kívüli kapcsolataiból. Apja, Ludovico Sforza, akit il Morónak (a „mórnak”) is neveztek, 1481-től a kiskorú unokaöccse, Gian Galeazzo herceg nevében régensként kormányozta Milánót. Ludovico első fiának, Massimilianónak megszületése után, 1494-ben a 25 éves Gian Galeazzo herceg hirtelen meghalt. Ludovico il Moro háttérbe szorította a törvényes örököst, Gian Galeazzo 3 éves fiát, Francesco Mariát, a „Hercegecskét”, és magához ragadta Milánó uralkodói méltóságát.
1496-ban Ludovico herceg megpróbálta idősebb fia, Massimiliano számára feleségül kérni VII. Henrik angol király leányát, az akkor kétéves Tudor Máriát, a jövendő VIII. Henrik húgát. A terv meghiúsult, mert VII. Henrik Franciaország szövetségét kereste. Édesanyja, Estei Beatrix 1497. január 2-án meghalt gyermekszülésben, újszülött gyermekével együtt. Francesco még kétéves sem volt ekkor. Apja nem nősült újra.

### Menekülés
1494-ben Francesco apja, Ludovico herceg hatalmi megfontolásból támogatta VIII. Károly francia király itáliai hadjáratát, elősegítve az első itáliai háború kitörését. Utóbb szembefordult szövetségesével, ezért az 1498-ban trónra lépő XII. Lajos, Valentina Visconti unokája igényt formált a Milánói Hercegségre. A második itáliai háború során 1498-ban elfoglalta Milánót. Ludovico a fiaival együtt Milánóból Innsbruckba menekült, a fiúkat szövetségese, I. Miksa német-római császár oltalmában hagyta. Maga Ludovico visszatért Lombardiába, de 1500-ban a franciák elfogták. XII. Lajos börtönben tartotta haláláig, 1508-ig. A hercegség törvényes örökösét, a hétéves Francesco Maria herceget XII. Lajos Franciaországba vitette, a „Hercegecske” 1512. január 17-én itt halt meg lovasbaleset következtében.
Az 1500–1511 közötti éveket Massimiliano és Francesco Tirolban, az innsbrucki császári udvarban töltötték, neveltetésükről unokanővérük, Bianka Mária császárné gondoskodott. Az idősebb Massimiliano, a reménybeli trónörökös több katonai, politikai ismeretet tanult. Francescót először papi pályára szánták, később letettek erről.
Ludovico „il Moro” halála (1508) után Francesco bátyja, Massimiliano Milánó trónjának követelőjeként lépett fel.
1508-ban kitört a cambrai-i liga első háborúja. II. Gyula pápa és Franciaország alulmaradt Velence ellen. Gyula pápa köpönyeget fordított, 1511-ben Velencével, a Nápolyi Királysággal, a Német-római Birodalommal, és a svájci kantonokkal szövetkezett a franciák ellen. A Szent Liga csapatai – ravennai vereségük ellenére – 1512 júniusára kiszorították a francia csapatokat Lombardiából. II. Gyula pápa támogatta a Sforzák uralmának helyreállítását Milánóban. Mivel Gian Galeazzo fia, a „Hercegecske” már 1512 januárjában meghalt Franciaországban, megnyílt az út Ludovico Sforza fiai előtt a milánói hercegi trón felé. 1512. június 20-án Ludovico unokaöccse, unokafivére Ottaviano Sforza, az elhalt Galeazzo Maria házasságon kívül született fia, a Liga svájci zsoldos csapatainak élén bevonult Milánóba. Massimilanót 1512. december 28-án beiktatták Milánó hercegi méltóságába. A 17 éves Francesco egyelőre Innsbruckban maradt.

### Harcok a franciák ellen (1513, 1515)
A katonai támogatásért cserébe a svájciak elcsatolták Luganót, Locarnót és a piemonti Verbano-Cusio-Ossola tartományt. A Három Kanton Szövetsége nevű szabadállam (a mai Graubünden kanton) elfoglalta a Valtellina vidéket, Bormio és Chiavenna grófságokat. Az ifjú Massmiliano herceg tehetetlen bábbá vált a „felszabadítók” kezében.
1513 februárjában II. Gyula pápa meghalt, utódja, a Medici-családból való X. Leó ismét XII. Lajossal szövetkezett, s májusban francia csapatok nyomultak be Lombardiába. A Novarában elsáncolt Massimiliano herceget a franciák ostrom alá vették, a várat svájci zsoldosok mentették fel a novarai csatában. Júliusban Massimiliano herceg visszatért székvárosába. A francia csapatokat 1513 végére kiszorították Itáliából. Békés esztendő következett, Francesco is visszatért a Milánói Hercegségbe.
1515. január 1-jén XII. Lajos Párizsban elhunyt, utódja unokafivére, I. Ferenc lett, aki akárcsak elődje, szintén I. Lajos orléans-i herceg és Valentina Visconti hercegnő leszármazottja (dédunokája) volt. Felesége, Valois Klaudia breton hercegnő, XII. Lajos leánya, szintén orléans-i I. Lajos és Valentina Visconti dédunokája volt, e kettős jogcímen követelte magának Milánót. Trónra lépése után azonnal hadsereggel indult Itáliába, a Milánói Hercegség megszerzésére.
Kitört a cambrai-i liga negyedik háborúja, a francia–velencei szövetség és a pápa által kovácsolt Habsburg–svájci–nápolyi–milánói Liga között. 1515. szeptember 14-én a franciák és velenceiek a véres marignanói csatában végzetes vereséget mértek a svájci zsoldosokra. A túlélők észak felé, Habsburg területre menekültek, velük együtt Massimiliano öccse, Francesco is, aki a következő hat évben a Birodalom területén élt, a császár védelmében. 1515. szeptember 17-én a francia csapatok bevonultak Milánóba, I. Ferenc király saját magát nyilvánította Milánó hercegévé. Massimiliano megegyezett Ferenccel, hogy a trónról való lemondása fejében busás évjáradékot kap. Franciaországba vitték, ahol állandó megfigyelés alatt, de szabadon élhetett.
Öccse, Francesco a tiroli Tridentbe (ma: Trento) költözött. Az 1500-ban megdöntött Ludovico il Moro herceg törvényes fiaként önmagát bátyja utódjává nyilvánította, és támogatókat keresett Milánó trónjának visszaszerzéséhez. Az uralkodóváltás reményt adott a Sforzáknak: 1519-ben elhunyt I. Miksa császár, utódja a harcias V. Károly lett, aki már 1516-tól I. Károly néven Aragónia és Kasztília királya is volt.

### „A négyéves háború”

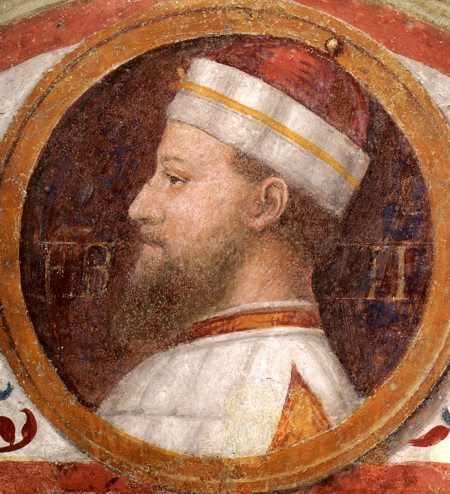
II. Francesco Sforza, Milánó hercege

1521-ben V. Károly német-római császár szövetségre lépett X. Leó pápával és VIII. Henrik angol királlyal. Károly el akarta foglalni a Milánói Hercegséget, hogy egyesítse az összes Habsburg-birtokot, és bekerítse Franciaországot. Kitört az első Habsburg–Valois háború. A pápai állam, a Nápolyi Királyságból küldött spanyol csapatok és több itáliai városállam csapatai Prospero Colonna parancsnoksága alatt Mantovában gyülekeztek. Ferenc király Genova, Velence és Ferrara támogatásával Milánón át offenzívát tervezett Nápoly ellen, hogy a bekerítést meghiúsítsa. A pápai–spanyol Liga csapatai több vereséget mértek a franciákra. A pápa elismerte Francescót a milánói trón jogos örökösének. November 22-én Fernando Francisco de Ávalos, Pescara őrgrófja, császári hadvezér megrohanta a francia–velencei csapatoktól védett Milánót. Véres utcai harcok után a francia fővezér, Odet de Foix, Lautrec vikomtja feladta a várost, maradék csapataival Cremonába húzódott vissza. Milánó a Liga kezére került. A győzelem nyomán Francesco 1521 decemberében Tridentből visszatérhetett Milánóba. A svájci, majd francia megszállást elnyomásként megélt lakosság örömmel fogadta Ludovico il Moro fiának érkezését. 1522-ben I. Ferencet elhagyták szövetségesei. Április 22-én Milánó mellett, a bicoccai csatában – amelyben maga Francesco herceg is harcolt milánói katonái élén – Colonna spanyol csapatai döntő vereséget mértek a francia csapatokra.

### Francesco, Milánó hercege
A hercegi méltóságot elnyert Francesco súlyos gondokat örökölt. A korábbi háborúk nagy károkat okoztak a hercegség városaiban. A franciák kiszorultak ugyan Lombardiából, de nyugatról, Piemont felől újabb és újabb betörésekkel nyugtalanították Milánót. A hercegség adóbevételeinek legnagyobb részét a háborús készenlét, a hadsereg ellátása emésztette fel. Francesco adóemelésekre kényszerült, hogy államának területét megvédelmezhesse. Emiatt elvesztette kezdeti népszerűségét. A lakosság elégedetlenségét a Sforza-család politikai ellenfelei is szították. A zavargások egyik szervezője Bonifacio Visconti volt, a herceg egyik kamarása (Ciambellano), a Visconti hercegi család egyik távoli leszármazottja, aki gyilkosságot tervezett Francesco ellen. Kihasználva a labilis politikai helyzetet, 1523. augusztus 25-én, hazaúton egy Monzában tartott katonai szemleútról, Bonifacio karddal vágott Francescóra, de elvétette, a herceg csak könnyebben sebesült meg. A merénylő gyors lován elmenekült, a lovas testőrök sem érték utol. Bonifacio átjutott a franciák által ellenőrzött Piemontba. Ugyanakkor egy Galeazzo Birago nevű milánói nemesember megegyezett a franciákkal, hogy Francesco megölése után csapatokat küldenek Milánó alá, ahol Birago és társai bejuttatják őket a városba. A merénylet kudarca után Birago is Piemontba, a határ menti Valenza várába menekült. Antonio de Leyva condottiere, Ascoli hercege, Milánó spanyol kormányzója Paviából csapatokat küldött, két nap alatt bevették Valenzát, az elfogott Birago kínvallatás alatt kiadta összeesküvő társai nevét. Kiterjedt franciabarát nemesi összeesküvést lepleztek ki, a résztvevőket bebörtönözték. Az eset rávilágított Francesco helyzetének gyengeségére. Milánót az újabb erős francia támadástól csak V. Károly provence-i betörése mentette meg.
1524 nyarán Fernando de Ávalos, Pescara márkija, spanyol tábornok és az áruló Charles de Bourbon herceg, Montpensier grófja, aki a francia király szolgálatából átállt V. Károly oldalára, megostromolta Marseille-t. Az ostrom kudarcot vallott, emiatt a császárnak fel kellett adnia a provence-i offenzívát. I. Ferenc hadserege Nizzán keresztül betört Lombardiába, októberben elfoglalta Milánót, Francesco hercegnek ismét menekülnie kellett.
1524. október 26-án a francia hadak ostrom alá vették Pavia városát. Közben Milánóban kitört a pestisjárvány. Az ostrom elhúzódott, a császári felmentő sereg 1525. február 24-én a paviai csatában döntő vereséget mért a franciákra, maga Ferenc király is spanyol fogságba esett, a császári erők megszállták a Milánói Hercegség egész területét és visszahelyezték trónjára az elűzött Francescót. Az 1526-os madridi békeszerződésben a császár lemondatta Ferenc királyt milánói trónigényéről. Húsz évnyi háborús időszak után Francesco herceg elkezdhette államának újjászervezését, a gazdaság rendbetételét, a kultúra megújítását. Lelki anyjának az egyházi reformokért dolgozó Merici Angélát kérte fel.

### A császár ellen
A rossz gazdasági helyzet, a császári megszálló csapatok jelenléte állandó elégedetlenséget okozott, Francesco herceg kormányzata továbbra is ingatag maradt. 1526-ban a spanyol fogságból szabadult I. Ferenc felmondta a madridi békeszerződést, és koalíciót szervezett a császár ellen. A cognaci ligához csatlakozott Velence, a Firenzei Köztársaság, VII. Kelemen pápa és VIII. Henrik angol király is. A szervezkedés hírére, még 1525-ben Francesco főminisztere, Girolamo Morone azt tanácsolta Francesco hercegnek, hagyja el addigi támogatóját, álljon a francia oldalra. Morone úgy számolt, megnyerheti a tervnek Fernando de Ávalost, Pescara márkiját, a itáliai császári haderő parancsnokát is, akinek átállásáért I. Ferenc király (Morone szerint) a Nápolyi Királyság koronáját ígérte. Ávalos azonban lojális maradt V. Károlyhoz, leleplezte a tervet, Moronét börtönbe vetette, és csapatokat küldött Milánó ellen. A gyenge hercegi milícia csak a velenceiek gyors katonai segítségével tudott megőrizni néhány várost és erődítményt. Hosszas egyezkedés után Francescónak sikerült kiegyeznie V. Károllyal, helyén maradhatott, de nagy összegű kárpótlást kellett fizetnie, ami a kivérzett államot a végsőkig megterhelte.
A cognaci liga háborúja (1526–30) a Habsburgok nagy győzelmét hozta. Az 1529-es cambrai-i békeszerződésben (a „hölgyek békéjében”) VII. Kelemen pápa elismerte V. Károly császárt a Nápolyi Királyság uralkodójának, 1530-ban Bolognában hivatalosan is német-római császárrá koronázta. Francesco Sforza uralmát helyreállították, de a pápa hozzájárult a Milánói Hercegség későbbi spanyol annexiójának tervéhez, ami a hercegség szuverenitásának végleges elvesztését jelentette.

### Házassága, utolsó évei

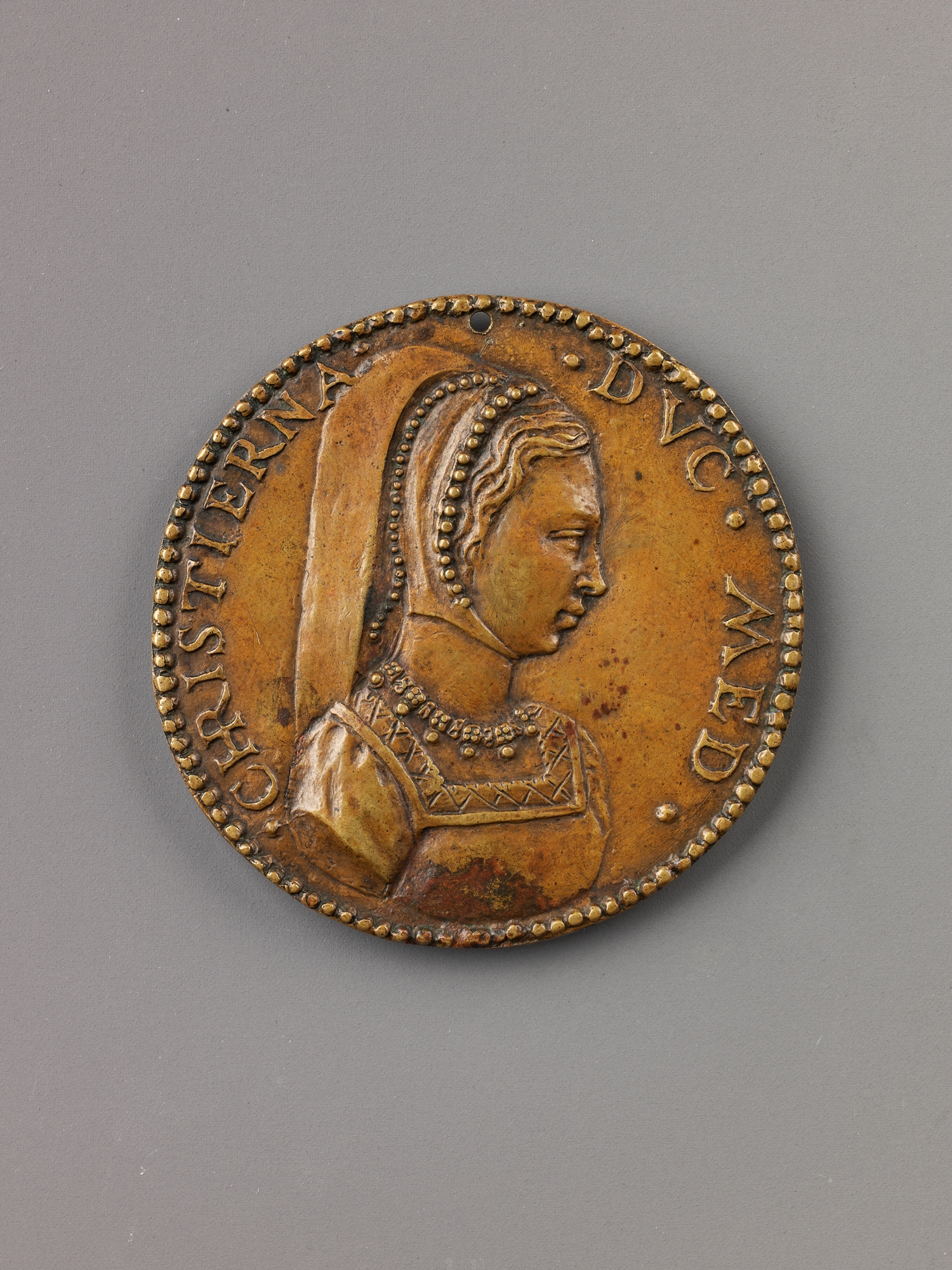
Medál Krisztina dán királyi hercegnő képével

1534-ben a 39 éves Francesco herceg feleségül vette a 13 éves Krisztina dán királyi hercegnőt (1521–1590), II. Keresztély király és Habsburg Izabella kasztíliai infánsnő leányát, V. Károly császár unokahúgát. A menyasszony Tortona városát kapta jegyajándékul. Francesco ekkor már súlyos beteg volt, szeme világát is szinte teljesen elveszítette, és 1535. október 24-én Vigevano kastélyában elhunyt.

### Események halála után
A gyermektelenül elhunyt Francesco halála után féltestvére, Giovanni Paolo (1497–1535) zsoldosvezér, Caravaggio márkija igényt formált a Milánói Hercegségre, önmagát Milánó uralkodójává nyilvánította, de még ugyanabban az évben, 1535 decemberében Firenzében meghalt, rejtélyes és tisztázatlan körülmények között.
A hercegi család kihalása és a milánói trón betöltetlensége nyomán újabb francia–spanyol háború (1535–38) robbant ki, az itáliai háborúk sorában a nyolcadik. V. Károly császár éppen Itáliában tartózkodott, amikor (november első napjaiban) hírt kapott Francesco haláláról. A trónt betöltetlenül hagyva, Károly közvetlenül a spanyol koronához csatolta Milánót. 1536 tavaszán I. Ferenc, aki saját örökségeként tekintett Milánóra, erős sereggel betört Piemontba, elfoglalta Torinót, erre Károly Provence-ba vonult be. A Habsburgok kerekedtek felül. Az 1538-ban megkötött nizzai békeszerződés Torinót francia kézen hagyta, de az itáliai hatalmi viszonyokon lényegében nem változtatott.
A hercegi címet néhány éven át senki sem viselte. V. Károly a Milánói Hercegséget cserealapnak használta, esetleges átadásáról, eladásáról, elcseréléséről különféle béketárgyalásokon alkudozott Franciaország királyával, III. Pál pápával, még saját öccsével, Habsburg Ferdinánddal, Ausztria főhercegével is. Titokban azonban már 1540-ben saját fiát, Fülöp infánst iktatta be a hercegi méltóságba. A beiktatás tényét csak 1546-ban hirdették ki nyilvánosan. A volt Milánói Hercegség 1713-ig, a spanyol örökösödési háborút lezáró utrechti békeszerződésig Spanyolországhoz tartozott, ezután Ausztria tartománya lett az 1859-es szárd–francia–osztrák háborúig, amikor a Szárd–Piemonti Királyság szerezte meg, amely 1861-ben Olasz Királysággá alakult.
Francesco herceg özvegye, Dániai Krisztina hercegné 1541-ben feleségül ment I. Ferenc lotaringiai herceghez (1517–1545).

## További információ
- Massimiliano Sforza. Associazione Culturale Zivido. (olaszul)
- Euweb.cz : A Sforza család genealógiája (angolul)
- Maurizio Gattoni: Leone X e la geo-politica dello Stato Pontificio, Vatikán, 2000. 23-132. old.
- Christine Shaw: Julius II. The Warrior Pope, Oxford, 1993.
- Holy Lague, 1511. Encyclopedia Britannica

## Kapcsolódó szócikk
- Itáliai háborúk

| Előző uralkodó: Valois Klaudia | Milánó hercege 1521 – 1524 Sforza | Következő uralkodó: I. Ferenc francia király |

| Előző uralkodó: I. Ferenc francia király | Milánó hercege 1525 – 1535 Sforza | Következő uralkodó: II. Fülöp spanyol király |